# Benjamin Ogle
Benjamin Ogle, född 27 januari 1749 i Annapolis, Maryland, död 7 juli 1809 i Annapolis, Maryland, var en amerikansk federalistisk politiker. Han var guvernör i delstaten Maryland 1798–1801. Han var son till koloniguvernören Samuel Ogle som hade anlänt till Maryland år 1731 från England.
Benjamin Ogle var tre år gammal när fadern dog och han uppfostrades av morfadern Benjamin Tasker som efterträdde Samuel Ogle som koloniguvernör. Som arv från fadern fick Benjamin familjen Ogles gård Belair i Prince George's County. Sin utbildning fick han i privatskolan Eton College i England. Därefter återvände han till Annapolis och gifte sig med Henrietta Margaret Hill. Paret fick fyra barn. Ogle deltog i amerikanska revolutionskriget som officer i Marylands milis.
Ogle efterträdde 1798 John Henry som guvernör och efterträddes 1801 av John Francis Mercer. Anglikanen Ogle avled 1809 och gravsattes på en familjekyrkogård i Anne Arundel County.